# Lee Westwood
Lee Westwood OBE (Worksop, 24 april 1973) is een Engelse golfprofessional.

## Amateur
Westwood was als amateur de kampioen van zijn graafschap, met zijn vriend Oliver Wilson als zijn caddie. In 1993 eindigde Westwood op de 2de plaats op het EK voor amateurs op de baan van Dalmahoy Golf & Country Club in Schotland.
Gewonnen
- Junior: Golf Foundation Age Group Championships 1987 (tot 15 jaar), 1988 (tot 16 jaar)

Teams
- Jacques Leglise Trophy: 1990 (winnaars), 1991(winnaars)

## Professional
Westwood werd in 1993 golfprofessional en heeft sindsdien tientallen toernooien wereldwijd gewonnen. Tijdens de Dubai Desert Classic van 2011 kreeg hij een levenslang lidmaatschap van de Europese Tour aangeboden. In 2008 won hij tijdens de Ryder Cup voor de twaalfde keer op rij zijn single-partij en evenaarde hij het record van Arnold Palmer.

### Gewonnen

#### Europese Tour
- 1996: Nordea Masters
- 1997: Andalucia Masters
- 1998: TPC of Europe, Engels Open, Standard Life Loch Lomond, Belgisch Open
- 1999: Dutch Open, European Open, European Masters
- 2000: Deutsche Bank Open TPC, Compaq European Grand Prix, Smurfit European Open, Volvo Scandinavian Masters, Great North Open, Belgacom Open
- 2003: BMW International Open, Alfred Dunhill Links Championship
- 2007: Open de Andalucía, British Masters
- 2009: Portugal Masters, Dubai World Championship
- 2011: Ballantine's Championship
- 2012: Nordea Masters
- 2014: Maleisisch Open
- 2018: Nedbank Golf Challenge

In 2000 won Westwood de Volvo Order of Merit, in 2009 de Race to Dubai.

#### Amerikaanse Tour
- 1998: Freeport-McDermott Classic
- 2010: St. Jude Classic

#### Japanse Tour
- 1996: Taiheiyo Masters
- 1997: Taiheiyo Masters
- 1998: Taiheiyo Masters, Dunlop Phoenix Tournament

#### Aziatische Tour
- 1997: Maleisisch Open
- 1999: Macau Open
- 2011: Indonesisch Open, Ballantine's Championship, Thailand Golf Championship
- 2014: Maleisisch Open, Thailand Golf Championship

#### Australaziatische Tour
- 1997: Australian Open

#### Sunshine Tour
- 2000: Dimension Data Pro-Am
- 2010: Nedbank Golf Challenge
- 2011: Nedbank Golf Challenge

#### Elders
- 2000: Wereldkampioenschap matchplay
- 2003: Nelson Mandela Invitational (met Simon Hobday)

### Teams
- Ryder Cup: 1997 in Valderrama, 1999 in The Country Club (VS), 2002 in The Belfry, 2004 in Oakland Hills (VS) en 2006 in The K Club in Ierland, 2010 The Celtic Manor Resort in Wales
- Alfred Dunhill Cup: 1996, 1997, 1998 en 1999
- Seve Trophy: 2000, 2002 (winnaars) en 2003 (winnaars), 2011
- The Royal Trophy: 2007 (winnaars)